# 鮑斯特靈萊克 (明尼蘇達州)
鮑斯特靈萊克（英語：Bowstring Lake）是位於美國明尼蘇達州艾塔斯卡縣的一個未組織地區。

## 地方資料
鮑斯特靈萊克的面積為735.78平方千米，當中陸地面積為555.93平方千米，而水域面積為179.85平方千米。根據2020年美國人口普查的數據，當地共有人口1182人，而人口密度為每平方千米1.61人。